# Cosimo Cristina
Cosimo Cristina (Termini Imerese, 11 agosto 1935 – Termini Imerese, 5 maggio 1960) è stato un giornalista italiano assassinato dalla mafia.

## Biografia
Cristina iniziò la propria carriera di giornalista nel 1955 a vent'anni. Successivamente fondò e diresse a Palermo il periodico «Prospettive Siciliane». Dal 1959 collaborò come corrispondente per L'Ora di Palermo, per Il Giorno di Milano, per l'agenzia ANSA, per Il Messaggero di Roma, per Il Gazzettino di Venezia  e il Corriere della Sera.

### Assassinio
Giovane e ambizioso, con il periodico da lui fondato seguiva con particolare attenzione la cronaca nera, il fenomeno mafioso e le sue ramificazioni nei territori di Termini Imerese e della vicina Caccamo. Tali attività di cronaca gli costarono la condanna a morte da parte di alcune famiglie mafiose. Le circostanze dell'assassinio furono studiate per far apparire tutto come se si fosse trattato di un suicidio. Infatti venne trovato in un primo tempo morto sui binari delle ferrovie all'interno della galleria Fossola vicino Termini Imerese, e questo fece concludere agli inquirenti che si fosse trattato di un suicidio.
A sollevare la questione e a far notare alcuni particolari furono prima i parenti, poi i colleghi de L'Ora di Palermo, quindi il coraggioso giornalista Mario Francese (anch'egli successivamente vittima di mafia), ma si dovettero attendere ben sei anni perché il caso venisse riaperto. Nel 1966 si effettuò l'autopsia sul corpo del giornalista: i periti Marco Stassi e Ideale Del Carpio esclusero la tesi dell'omicidio e confermarono quella del suicidio. Da quel momento sulla figura di Cosimo Cristina calò l'oblio e il cronista venne del tutto dimenticato.
Nel 1999 il giornalista catanese Luciano Mirone riesumò il caso e scoprì che nel 1966 il Vice Questore di Palermo Angelo Mangano, famoso per una foto che ha fatto il giro del mondo mentre ammanetta il boss di Corleone Luciano Liggio, riaprì l'inchiesta e stilò un rapporto esplosivo. Mangano aveva infatti scoperto che il cronista era stato ucciso, ed in seguito il corpo deposto sui binari per simulare il suicidio. Tale versione dei fatti venne però screditata dal risultato dell'autopsia. Mangano accusò il consigliere della Democrazia Cristiana Agostino Rubino (uno dei capimafia di Termini) e il boss Santo Gaeta di essere stati i mandanti del delitto. Tuttavia entrambi vennero poi scagionati.
A distanza di molti anni, Mirone riprese quel carteggio e lo riportò alla luce, mettendo in risalto le contraddizioni del referto autoptico, sottoposto all'attenzione di Vincenzo Milana, professore di Medicina legale dell'Università di Catania. Chiese quindi alla Procura di Palermo, attraverso una raccolta di firme, la riapertura dell'inchiesta, ma l'esito fu negativo. Nel 2000 l'Amministrazione comunale di Termini Imerese dedicò una via al giornalista scomparso.
Il 5 maggio 2010 le associazioni termitane, sollecitate dal periodico locale Espero, deposero una lapide all'esterno della galleria Fossola, luogo del ritrovamento del cadavere di Cosimo Cristina. Il 21 marzo 2017 è stata dedicata in suo onore l'aula magna dell'istituto comprensivo Tisia d'Imera di Termini Imerese.